# Zorothis zacualpana
Zorothis zacualpana är en fjärilsart som beskrevs av William Schaus 1916. Zorothis zacualpana ingår i släktet Zorothis och familjen nattflyn. Inga underarter finns listade i Catalogue of Life.